# جغرافیای مصر

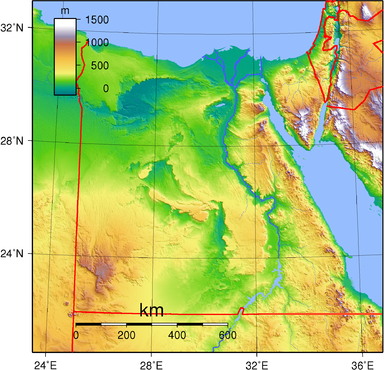
نقشهٔ ناهمواری‌های مصر.

مصر کشوری است در گوشهٔ شمال خاوری قاره آفریقا. جغرافیای مصر به دو منطقه مربوط می‌شود: شمال آفریقا و غرب آسیا.
مساحت مصر ۱٬۰۰۱٬۴۴۹ کیلومتر مربع است که از دیدگاه وسعت بیست و هشتمین کشور جهان محسوب می‌گردد.
در شمال مصر دریای مدیترانه و در شرق آن دریای سرخ قرار دارد. از سمت جنوب با سودان و از سوی غرب با کشور لیبی همسایه است. البته از ناحیه صحرای سینا به فلسطین نیز مرتبط می‌باشد. پایتخت مصر شهر قاهره است.
در شرق و شمال شرقی این کشور شبه جزیره‌ای است که شبه جزیره سینا خوانده می‌شود و تا پیش از سده نوزدهم در قسمتی به خاک مصر پیوسته بود. اما در سده بیستم کانالی حفر کردند که آن را از خاک مصر جدا کرد و دریای سرخ را به دریای مدیترانه پیوند داد. نام آن، کانال سوئز است که ۱۶۸ کیلومتر طول دارد و چون مسیر ارتباطی میان سه قاره اروپا، آسیا و آفریقا می‌باشد، از اهمیت بسیار زیادی برخوردار است.
جغرافیای مصر تحت تأثیر رود نیل قرار دارد. مصر اغلب به دو بخش تقسیم می‌شود: مصر علیا در جنوب و مصر سفلی در شمال. این بخش‌ها به این دلیل نامگذاری شده‌اند که نیل از جنوب به شمال جریان دارد. رودخانه نیل به دریای مدیترانه می‌ریزد.
بدون رود نیل، تمام مصر بیابان می‌بود. سالانه تنها حدود ۲٫۵ سانتی‌متر باران در سراسر مصر می‌بارد. اما هر تابستان، رودخانه به دلیل باران‌هایی که در سرچشمه‌اش در جنوب اتیوپی می‌بارد، طغیان می‌کند. سیل، دره‌های رودخانه را می‌پوشاند و رسوباتی را که برای رشد درختان، گیاهان و محصولات زراعی مورد نیاز است، بر جای می‌گذارد.
چشم‌انداز جنوب مصر شامل کوه‌های کم‌ارتفاع و بیابان است. شمال مصر دارای دره‌های وسیع در نزدیکی نیل و بیابان در شرق و غرب است. در شمال قاهره، پایتخت، دلتای نیل، وسیع و مثلثی شکل قرار دارد. این زمین بارور، سراسر با کشتزار پوشیده شده است.
تنها ۵٫۵ درصد از مساحت مصر برای سکونت استفاده می‌شود. ۹۴٫۵ درصد باقیمانده یک بیابان غیرقابل سکونت است.
در سرشماری سال ۱۹۷۱ میلادی، ۵۷ درصد از جمعیت مصر به عنوان روستایی ثبت شد، از جمله ساکنان مناطق کشاورزی در دره و دلتای نیل و همچنین تعداد بسیار کمتری که در مناطق بیابانی زندگی می‌کردند. مناطق روستایی از نظر فقر، میزان باروری و سایر عوامل اجتماعی با مناطق شهری تفاوت دارند. کشاورزی یک جزء کلیدی اقتصاد در مناطق روستایی است، اگرچه برخی از مردم در صنعت گردشگری یا سایر مشاغل غیرکشاورزی مشغول به کار هستند. در سال ۱۹۹۲، درصد جمعیت مصر شاغل در کشاورزی ۳۳ درصد بود. صنعت کشاورزی به آبیاری از رود نیل وابسته است.

## جغرافیای فیزیکی
مصر در بخش شمالی قاره آفریقا بین نوار غزه و لیبی، دریای سرخ سودان، در مرز دریای مدیترانه، از جمله شبه جزیره سینا آسیا واقع شده است. مساحت کل آن ۹۹۵۴۵۰ کیلومتر مربع و ۶۰۰۰ کیلومتر مربع مساحت آب است.
طولانی‌ترین فاصله مستقیم در مصر از شمال به جنوب ۱۴۰۰ کیلومتر (۸۸۰ مایل) و فاصله شرق به غرب آن ۱۲۷۵ کیلومتر (۷۹۲ مایل) است. مصر بیش از ۲۹۰۰ کیلومتر (۱۸۰۰ مایل) خط ساحلی در دریای مدیترانه، خلیج سوئز و خلیج عقبه دارد و منطقه انحصاری اقتصادی آن ۲۶۳٬۴۵۱ کیلومتر مربع (۱۰۱٬۷۱۹ مایل مربع) است. مصر دارای خطوط ساحلی در دریای مدیترانه، رود نیل و دریای سرخ است.

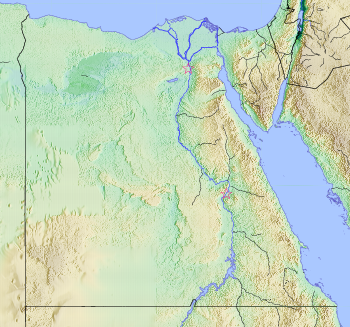
نقشهٔ ناهمواری‌های مصر.

مرزهای زمینی مصر با لیبی در غرب، سودان در جنوب و اسرائیل در شمال شرقی مشترک است. مرز مصر با سودان به دلیل دو منطقه، مثلث حلائب در امتداد دریای سرخ و منطقه بیرطویل در داخل کشور، قابل توجه است که مورد ادعاهای متفاوت دو کشور قرار گرفته‌اند. در شمال، خط ساحلی مدیترانه حدود ۱۰۰۰ کیلومتر (۶۲۰ مایل) و در شرق، خط ساحلی آن در دریای سرخ و خلیج عقبه حدود ۱۹۰۰ کیلومتر (۱۲۰۰ مایل) است.
بخش عمده مصر را بیابان تشکیل می‌دهد. ۳۵٬۰۰۰ کیلومتر مربع - ۳٫۵٪ - از کل مساحت زمین قابل کشت و سکونت دائمی است. بیشتر این کشور در نوار وسیعی از بیابان قرار دارد که از ساحل اقیانوس اطلس آفریقا در سراسر قاره به سمت شرق و جنوب غربی آسیا امتداد می‌یابد.
تاریخ زمین‌شناسی مصر چهار منطقه فیزیکی اصلی را ایجاد کرده است:
- دره نیل و دلتای نیل
- بیابان غربی (از نیل به سمت غرب تا مرز لیبی)
- بیابان شرقی (از دره نیل تا ساحل دریای سرخ امتداد دارد)
- شبه‌جزیره سینا

مصر آخرین کشوری است که رود نیل از آن می‌گذرد و سپس به دریای مدیترانه می‌ریزد. به این خاطر در محل پیوستن آن به دریا، دلتای نیل به وجود آمده که سرزمین اصلی کشاورزی این کشور است. در اطراف این رود نیز کشاورزی رونق بسیار دارد به طوری که تنها نقاط آباد مصر سواحل نیل می‌باشد.
با وجود اینکه دره نیل و دلتای نیل تنها حدود ۵ درصد از کل مساحت مصر را پوشش می‌دهند، اما مهم‌ترین مناطق این کشور هستند، زیرا تنها مناطق قابل کشت کشور بوده و حدود ۹۹ درصد از جمعیت را در خود جای داده‌اند. دره نیل تقریباً ۸۰۰ کیلومتر از آسوان تا حومه قاهره امتداد دارد. دره نیل به مصر علیا معروف است، در حالی که منطقه دلتای نیل به مصر سفلی معروف است. در برخی از نقاط، صخره‌های سنگی شیب‌دار در امتداد سواحل نیل قرار دارند، در حالی که مناطق دیگر در امتداد نیل مسطح هستند و فضای کافی برای تولید محصولات کشاورزی دارند. در گذشته، طغیان نیل در طول تابستان، گل و لای و آب را برای کشاورزی در زمینی که بسیار خشک است، فراهم می‌کرد. از زمان ساخت سد اسوان، کشاورزی در دره نیل به آبیاری وابسته است. دلتای نیل از مناطق مسطح و پست تشکیل شده است. برخی از قسمت‌های دلتا باتلاقی و غرقابی هستند و بنابراین برای کشاورزی مناسب نیستند. سایر مناطق دلتا برای کشاورزی استفاده می‌شود.

## شهرها

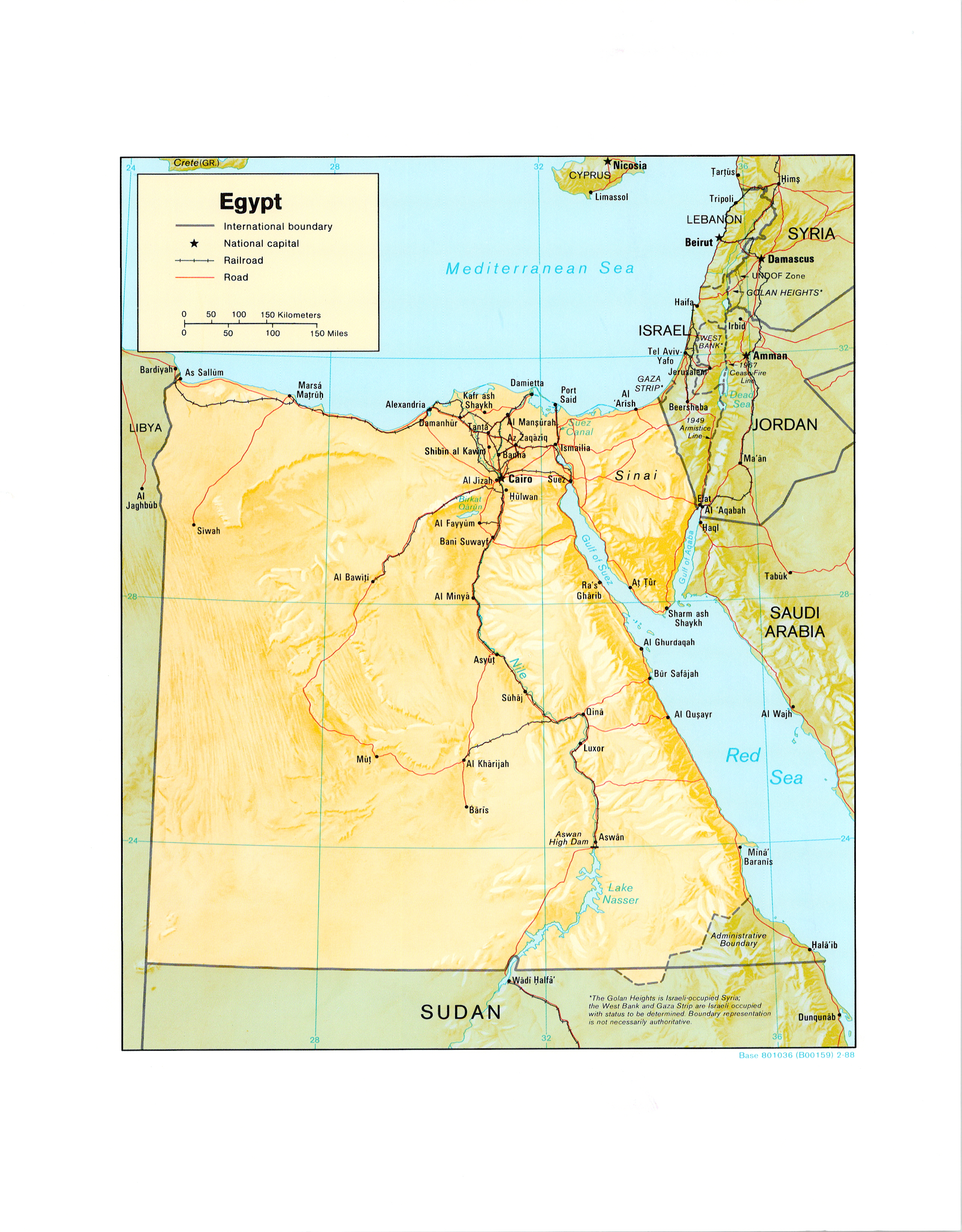
نقشهٔ سیاسی مصر.

پایتخت مصر شهر قاهره است و از دیگر شهرهای مهم آن می‌توان به اسکندریه، اسوان، جیزه، فیوم و پورت سعید اشاره کرد. شهرهایی مانند سلوم، بردیا، سیدی برانی، مطروح و العلمین نیز به سبب رویدادهایی که طی جنگ جهانی دوم در آن‌ها به وقوع پیوست مشهور گشته‌اند.
| اسکندریه         | ۲۳ | جنوب سیناء  | ۶  |
| اسماعیلیه        | ۷  | شمال سیناء  | ۶  |
| اسوان            | ۲۳ | شرقیه       | ۱۹ |
| اسیوط            | ۱۰ | غربیه       | ۱۲ |
| استان بحر الاحمر | ۶  | فیوم        | ۵  |
| بُحیره            | ۱۷ | قاهره       | ۳۰ |
| بنی سویف         | ۲۵ | قلیوبیه     | ۸  |
| پورت‌سعید         | ۱۹ | قنا         | ۱۲ |
| جیزه             | ۱۲ | کفر الشیخ   | ۱۰ |
| دقهلیه           | ۱۸ | مطروح       | ۳۰ |
| دمیاط            | ۴  | منوفیه      | ۲۲ |
| سوهاج            | ۱۱ | منیا        | ۱۰ |
| سویس             | ۴  | وادی الجدید | ۷۰ |

## تقسیمات کشوری
کشور مصر به ۲۷ استان بخش می‌شود:
۱- استان دقهلیه
۲- استان بحر الاحمر
۳- استان بحیره
۴- استان فیوم
۵- استان غربیه
۶- استان اسکندریه
۷- استان اسماعیلیه
۸- استان اقصر
۹- استان جیزه
۱۰- استان منوفیه
۱۱- استان منیا
۱۲- استان قاهره
۱۳- استان قلیوبیه
۱۴- استان وادی‌الجدید
۱۵- استان شرقیه
۱۶- استان سوئز
۱۷- استان اسوان
۱۸- استان اسیوط
۱۹- استان بنی‌سویف
۲۰- استان پورت‌سعید
۲۱- استان دمیاط
۲۲- استان سینای جنوبی
۲۳- استان کفر الشیخ
۲۴- استان مطروح
۲۵- استان قنا
۲۶- استان سینای شمالی
۲۷- استان سوهاج
چگالی جمعیت در بیشتر این استان‌ها هزار نفر در کیلومتر مربع است درحالیکه در سه استان بزرگ مصر تراکم جمعیت تنها ۲ نفر در کیلومتر مربع است.

## دره و دلتای نیل

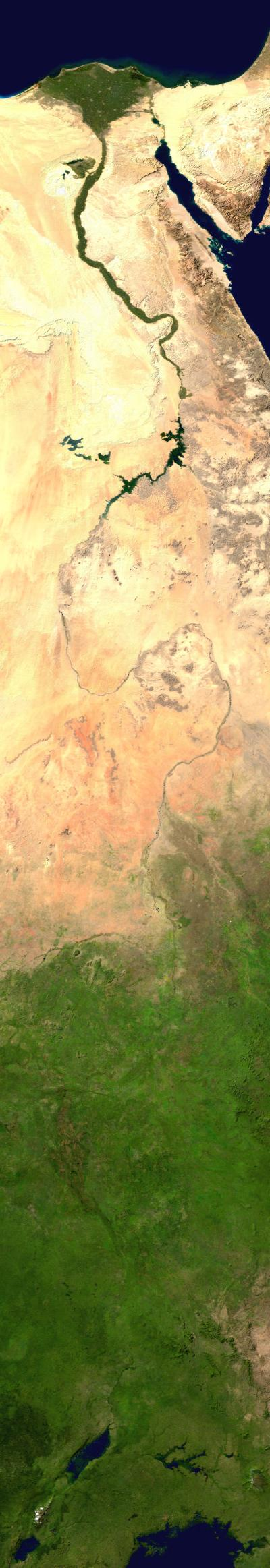
دلتای نیل و کل مسیر رود نیل

دره و دلتای نیل، وسیع‌ترین واحه روی زمین، توسط طولانی‌ترین رود جهان و منابع به ظاهر پایان‌ناپذیر آن ایجاد شده است. سرزمین مصر ادامه صحرای بزرگ آفریقا است و بدون وجود رود نیل، مصر کاملاً بیابانی می‌بود. طول رود نیل در مصر در مسیر شمال خود از سه منبع آفریقای مرکزی - نیل سفید، نیل آبی، و رودخانه عطبره - در مجموع حدود ۱۶۰۰ کیلومتر است.
رودخانه نیل در حدود ۱۲۰۰ کیلومتر (۷۵۰ مایل) از مسیر شمالی خود در این کشور، از میان بیابان برهنه عبور می‌کند و دره باریک آن یک نوار سبز کاملاً مشخص و بسیار حاصلخیز است که در تضاد با برهوت اطراف آن قرار دارد. از دریاچه ناصر، ورودی رودخانه به جنوب مصر، تا قاهره در شمال، نیل در دره باریک خود توسط صخره‌های مرزی احاطه شده است، اما در قاهره این صخره‌ها ناپدید می‌شوند و رودخانه شروع به پخش شدن به دلتای خود می‌کند. نیل و دلتا اولین منطقه از چهار منطقه فیزیوگرافی را تشکیل می‌دهند، سه منطقه دیگر عبارتند از صحرای غربی، صحرای شرقی و شبه جزیره سینا.
رود نیل فلات بیابانی را که از میان آن می‌گذرد به دو بخش نامساوی تقسیم می‌کند: صحرای غربی، بین رودخانه و مرز لیبی، و صحرای شرقی که تا کانال سوئز، خلیج سوئز و دریای سرخ امتداد دارد. هر یک از این دو ویژگی متمایز خود را دارند، همان‌طور که سومین و کوچک‌ترین بیابان‌های مصر، صحرای سینا، ویژگی‌های خود را دارد. صحرای غربی (شاخه‌ای از صحرای لیبی) خشک و بدون وادی (بسترهای خشک رودخانه‌های فصلی) است، در حالی که صحرای شرقی به‌طور گسترده توسط وادی‌ها شکافته شده و در شرق توسط کوه‌های ناهموار احاطه شده است. بیابان سینای مرکزی یک منطقه باز است که توسط تپه‌های مجزا شکسته شده و توسط وادی‌ها خط اندازی شده است.
نیل سفید که از دریاچه ویکتوریا در اوگاندا آغاز می‌شود، حدود ۲۸ درصد از آب‌های مصری نیل را تأمین می‌کند. در مسیر خود از دریاچه ویکتوریا تا جوبا در سودان جنوبی، کانال نیل سفید بیش از ۶۰۰ متر کاهش می‌یابد. در مسیر ۱۶۰۰ کیلومتری خود از جوبا تا خارطوم، پایتخت سودان، این رودخانه تنها ۷۵ متر پایین می‌آید. در سودان جنوبی، نیل سفید از سود، دشتی وسیع و مسطح پوشیده از پوشش گیاهی باتلاقی می‌گذرد و تقریباً تا نقطه رکود کند می‌شود.
نیل آبی که از دریاچه تانا در اتیوپی سرچشمه می‌گیرد، به‌طور متوسط حدود ۵۸ درصد از آب‌های مصری نیل را تأمین می‌کند. این رودخانه شیب تندتری دارد و بنابراین سریع‌تر از نیل سفید که در خارطوم به آن می‌پیوندد، جریان می‌یابد. بر خلاف نیل سفید، نیل آبی مقدار قابل توجهی رسوب را حمل می‌کند. برای چندین کیلومتر در شمال خارطوم، آب نزدیک به ساحل شرقی رودخانه، که از نیل آبی می‌آید، به وضوح گل‌آلود است، در حالی که آب نزدیک به ساحل غربی و از نیل سفید، شفاف‌تر است.
رودخانه عَطبَره که بسیار کوتاه‌تر است و از اتیوپی سرچشمه می‌گیرد، در شمال خارطوم بین پنجمین و ششمین آبشار (مناطق با تندآب‌های شیب‌دار) به نیل اصلی می‌پیوندد و حدود ۱۴ درصد از آب‌های نیل در مصر را تأمین می‌کند. در طول فصل کم‌آبی که از ژانویه تا ژوئن ادامه دارد، آتبارا به تعدادی استخر کوچک می‌شود. اما در اواخر تابستان، زمانی که باران‌های سیل‌آسا در ارتفاعات اتیوپی می‌بارد، عطبره ۲۲ درصد از جریان نیل را تأمین می‌کند.
نیل آبی الگوی مشابهی دارد. این رودخانه در فصل کم‌آبی ۱۷ درصد از آب‌های نیل و در فصل پرآبی ۶۸ درصد از آب‌ها را تأمین می‌کند. در مقابل، نیل سفید تنها ۱۰ درصد از آب‌های نیل را در طول فصل پرآبی تأمین می‌کند اما بیش از ۸۰ درصد در طول دوره کم‌آبی کمک می‌کند؛ بنابراین، قبل از اینکه سد اسوان در سال ۱۹۷۱ تکمیل شود، نیل سفید در طول سال بخش مصری رودخانه را آبیاری می‌کرد، در حالی که نیل آبی، که باران‌های فصلی را از اتیوپی حمل می‌کرد، باعث می‌شد نیل از کناره‌های خود سرریز کند و لایه‌ای از گل حاصلخیز را در مزارع مجاور رسوب دهد. سیل بزرگ نیل اصلی معمولاً در ماه‌های اوت، سپتامبر و اکتبر در مصر رخ می‌داد، اما گاهی اوقات در اوایل ژوئن در اسوان آغاز می‌شد و اغلب تا ژانویه کاملاً کاهش نمی‌یافت.
نیل چند کیلومتر در شمال وادی حلفا، شهری در سودان که به‌طور کامل در زمین‌های مرتفع بازسازی شد، وارد مصر می‌شود، زمانی که محل اصلی آن در مخزن سد ایجاد شده توسط سد بلند اسوان غرق شد. در نتیجه ساخت این سد، نیل در واقع جریان خود را به مصر به عنوان دریاچه ناصر آغاز می‌کند که از جنوب سد به طول ۳۲۰ کیلومتر تا مرز و ۱۵۸ کیلومتر دیگر در داخل سودان امتداد دارد. آب‌های دریاچه ناصر منطقه را از طریق نوبیای سفلی (مصر علیا و شمال سودان) در داخل ژرف‌دره باریک بین پرتگاه ماسه‌سنگ و سنگ خارا ایجاد شده توسط جریان رودخانه در طول قرن‌ها پر می‌کند.
در پایین دست اسوان، نوار دشت سیلابی زیر کشت تا ۲۰ کیلومتر گسترش می‌یابد. در شمال اسنا (۱۶۰ کیلومتری شمال اسوان)، فلات در دو طرف دره تا ۵۵۰ متر بالاتر از سطح دریا بالا می‌رود. در قنا (حدود ۹۰ کیلومتری شمال اسنا)، صخره‌های آهکی ۳۰۰ متری نیل را مجبور می‌کنند که مسیر خود را به سمت جنوب غربی برای حدود ۶۰ کیلومتر تغییر دهد و سپس برای حدود ۱۶۰ کیلومتر به سمت شمال غربی به سمت اسیوط بپیچد. از شمال آسیوط، دیواره‌ها در هر دو طرف کاهش می‌یابد و دره تا حداکثر ۲۲ کیلومتر گسترش می‌یابد.
در قاهره، نیل در جایی که زمانی یک پای‌رود وسیع بود، پخش می‌شود و متعاقباً توسط رسوبات گل و لای پر می‌شود تا آنچه را که اکنون یک دلتای حاصلخیز و بادبزن شکل است، تشکیل دهد که در انتهای دریا حدود ۲۵۰ کیلومتر عرض و حدود ۱۶۰ کیلومتر از شمال به جنوب امتداد دارد. دلتای نیل تقریباً ۲۲۰۰۰ کیلومتر مربع (تقریباً معادل مساحت ماساچوست) را پوشش می‌دهد. بر اساس روایت‌های تاریخی از قرن اول پس از میلاد، زمانی هفت شاخه از نیل از دلتا می‌گذشت. بر اساس روایت‌های بعدی، نیل در حدود قرن دوازدهم، تنها شش شاخه داشت.
از آن زمان، طبیعت و انسان تمام خروجی‌های اصلی رود نیل را به جز دو خروجی بسته‌اند: شاخه شرقی، دمیاط (به طول ۲۴۰ کیلومتر) و شاخه غربی، رشید (به طول ۲۳۵ کیلومتر). نام هر دو خروجی از بندرهایی گرفته شده است که در دهانه‌های مربوطه خود قرار دارند. شبکه‌ای از آبراهه‌های زهکشی و آبیاری این خروجی‌های باقی‌مانده را تکمیل می‌کنند. در شمال، نزدیک ساحل، دلتای نیل مجموعه‌ای از مانداب‌های شور و دریاچه‌ها را در بر می‌گیرد که برجسته‌ترین آنها ادکو، البرلس و المنزله هستند.
حاصلخیزی و بهره‌وری زمین‌های مجاور نیل تا حد زیادی به لای رسوب‌شده توسط سیلاب بستگی دارد. تحقیقات باستان‌شناسی نشان می‌دهد که مردم زمانی در ارتفاع بسیار بالاتری نسبت به امروز در امتداد رودخانه زندگی می‌کردند، احتمالاً به این دلیل که رودخانه بالاتر بوده یا سیل شدیدتر بوده است. زمان و مقدار جریان سالانه همیشه غیرقابل پیش‌بینی بود. اندازه‌گیری جریان‌های سالانه به میزان ۱٫۲ میلیارد متر مکعب و به میزان ۴٫۲۵ میلیارد متر مکعب ثبت شده است. قرن‌ها مصریان تلاش کردند تا این جریان‌ها را پیش‌بینی کنند و از آنها بهره ببرند و در نتیجه شدت سیل را تعدیل کنند.
ساخت سد بر روی نیل، به ویژه سد بلند اسوان، این رودخانه بزرگ را به یک آبراهه آبیاری بزرگ و قابل پیش‌بینی تبدیل کرد. دریاچه ناصر، بزرگ‌ترین دریاچه مصنوعی جهان، امکان استفاده برنامه‌ریزی‌شده از نیل را بدون توجه به میزان بارندگی در مرکز آفریقا و شرق آفریقا فراهم کرده است. این سدها همچنین بر حاصلخیزی دره نیل تأثیر گذاشته‌اند، که قرن‌ها نه تنها به آبی که به زمین قابل کشت آورده می‌شد، بلکه به موادی که توسط آب باقی مانده بود نیز وابسته بود.
محققان تخمین زده‌اند که رسوبات گل و لای مفید در این دره از حدود ۱۰ هزار سال پیش آغاز شده است. میانگین رسوب سالانه خاک قابل کشت در طول مسیر دره رودخانه حدود نه متر بود. تجزیه و تحلیل جریان نشان داد که سالانه ۱۰٫۷ میلیون تن ماده جامد از قاهره عبور می‌کند.
امروزه سد بلند اسوان بیشتر این رسوبات را مسدود می‌کند که اکنون در دریاچه ناصر نگهداری می‌شوند. کاهش رسوبات سالانه لای به بالا آمدن سطح آب‌های زیرزمینی و افزایش شوری خاک در دلتا، فرسایش کناره‌های رودخانه در مصر علیا و فرسایش مخروط افکنه در امتداد ساحل دریای مدیترانه کمک کرده است.

## بیابان غربی
صحرای غربی با مساحتی در حدود ۷۰۰٬۰۰۰ کیلومتر مربع، تقریباً دو سوم از کل مساحت زمین مصر را تشکیل می‌دهد. این بیابان وسیع در غرب نیل از دریای مدیترانه به سمت جنوب تا مرز سودان امتداد دارد. فلات جلف الکبیر در این بیابان، با ارتفاع متوسط حدود ۱۰۰۰ متر، یک استثنا در قلمرو بی‌وقفه سنگ‌های زیرین است که توسط لایه‌هایی از رسوبات افقی پوشیده شده و یک دشت عظیم یا فلات کم‌ارتفاع را تشکیل می‌دهند. دریای ماسه‌ای بزرگ در داخل دشت بیابان قرار دارد و از سیوه تا جلف الکبیر امتداد می‌یابد. دیواره‌ها (پشته‌ها) و فرورفتگی‌های عمیق (حوضه‌ها) در چندین بخش از بیابان غربی وجود دارند و هیچ رودخانه یا جویباری به داخل یا خارج از این منطقه جریان ندارد.
دولت صحرای غربی را یک منطقه مرزی در نظر گرفته و آن را در حدود مدار ۲۸ درجه به دو استان تقسیم کرده است: استان مطروح در شمال و استان وادی جدید در جنوب. هفت فرورفتگی مهم در بیابان غربی وجود دارد و همه آنها به جز بزرگ‌ترین، فرورفتگی قطاره که آب آن شور است، واحه در نظر گرفته می‌شوند. فرورفتگی قطاره، که شامل پست‌ترین نقطه کشور است، ۱۹۶۰۵ کیلومتر مربع وسعت دارد، که مشابه اندازه دریاچه انتاریو است. این فرورفتگی عمدتاً پایین‌تر از سطح دریا است و در پایین‌ترین نقطه خود ۱۳۳ متر پایین‌تر از سطح دریا قرار دارد. بدبوم‌ها، باتلاق‌های نمک و دریاچه‌های نمک، فرورفتگی قطاره را که کم‌جمعیت است، می‌پوشانند.
در شش فرورفتگی دیگر، تولید کشاورزی محدود، وجود برخی منابع طبیعی و اجتماع دائمی یافت می‌شود که همگی آب شیرین را از نیل یا آب‌های زیرزمینی محلی تأمین می‌کنند. واحه سیوه، نزدیک به مرز لیبی و در غرب قطاره، از بقیه مصر جدا شده است اما از زمان‌های قدیم زندگی را حفظ کرده است. معبد آمون در سیوه، به خاطر پیشگوهایش بیش از ۱۰۰۰ سال مشهور بود. هرودوت و اسکندر مقدونی از جمله افراد مشهوری بودند که در دوران پیش از مسیحیت از این معبد بازدید کردند.
سایر واحه‌های اصلی یک زنجیره توپوگرافی از فرورفتگی‌ها را تشکیل می‌دهند که از واحه فیوم (که گاهی اوقات فرورفتگی فیوم نامیده می‌شود) که ۶۰ کیلومتر در جنوب غربی قاهره قرار دارد، تا جنوب به واحه‌های واحات البحریه، فرافره و داخله ادامه می‌یابد و قبل از رسیدن به بزرگ‌ترین واحه کشور، خارجه، ختم می‌شود. یک دریاچه آب شور، دریاچه قارون، در شمال واحه فایوم، در زمان‌های قدیم به نیل می‌ریخت. قرن‌ها چاه‌های آرتزین آب شیرین در واحه فَیّوم، امکان خاک‌ورزی گسترده را در یک منطقه آبیاری شده که بیش از ۱۸۰۰ کیلومتر مربع وسعت دارد، فراهم کرده‌اند.

## بیابان شرقی
صحرای شرقی مصر با ویژگی‌های کوهستانی خود، با صحرای غربی که در سمت دیگر رود نیل قرار دارد، تفاوت چشمگیری دارد. ارتفاع زمین در این بیابان به سرعت از کناره نیل افزایش می‌یابد و یک فلات ماسه‌ای شیب‌دار در فاصله ۱۰۰ کیلومتری جای خود را به تپه‌های سنگی خشک و بی‌گیاه می‌دهد که از شمال تا جنوب، بین مرز سودان و دلتای نیل کشیده شده‌اند. این تپه‌ها تا ارتفاع بیش از ۱۹۰۰ متر می‌رسند.
برجسته‌ترین ویژگی این منطقه، رشته‌کوه‌های ناهموار شرقی به نام تپه‌های دریای سرخ است که از دره نیل به سمت شرق تا خلیج سوئز و دریای سرخ گسترش یافته‌اند. این منطقه مرتفع دارای یک شبکه زهکشی طبیعی است که به دلیل بارش کم باران، به ندرت فعال می‌شود. همچنین در این منطقه مجموعه‌ای از دره‌های خشک و عمیق به نام وادی وجود دارد که به سمت غرب و به طرف نیل امتداد می‌یابند. محیط بیابانی تا سواحل دریای سرخ ادامه دارد.

## شبه‌جزیره سینا

نقشهٔ ناهمواری‌های مصر.

شبه‌جزیره سینا، یک شبه جزیره سه‌گوش با مساحت حدود ۶۱۱۰۰ کیلومتر مربع است که کمی کوچک‌تر از کشور لتونی است. این شبه جزیره نیز مانند بیابان شرقی، در بخش جنوبی خود دارای کوه‌هایی است که در واقع ادامه زمین‌شناسی تپه‌های دریای سرخ هستند. در میان این کوه‌ها، کوه کاترین (جبل کاترینه) با ارتفاع ۲۶۴۲ متر از سطح دریا، بلندترین نقطه مصر قرار دارد. احتمالاً دریای سرخ به خاطر رنگ سرخ این کوه‌ها، به این نام خوانده می‌شود.
سمت جنوبی شبه جزیره سینا یک پرتگاه تند دارد که پس از یک فلات ساحلی باریک که به سمت دریای سرخ و خلیج عقبه شیب دارد، به پایان می‌رسد. ارتفاع لبه جنوبی سینا حدود ۱۰۰۰ متر است و با حرکت به سمت شمال، ارتفاع این فلات آهکی کاهش می‌یابد. یک سوم شمالی سینا یک دشت ساحلی هموار و شنی است که از کانال سوئز تا نوار غزه و اسرائیل امتداد دارد.
قبل از اشغال نظامی سینا توسط اسرائیل در جنگ ژوئن ۱۹۶۷ (جنگ شش روزه اعراب و اسرائیل)، کل شبه جزیره توسط یک استاندار مصری اداره می‌شد. اما پس از بازگشت سینا به مصر در سال ۱۹۸۲، دولت مرکزی شبه جزیره را به دو استان تقسیم کرد: سینای شمالی با مرکزیت العریش و سینای جنوبی با مرکزیت الطور.
در نگاه اول ممکن است فراوانی زندگی در شبه جزیره سینا چندان مشخص نباشد. این موضوع ریشه در نحوه سازگاری حیوانات بیابان با زندگی در این منطقه دارد. بسیاری از گونه‌ها، به ویژه پستانداران، اما همچنین خزندگان و حتی پرندگانی مانند جغدها، شب‌زی هستند. آنها ساعات روز را در خنکای نسبی لانه‌ها، زیر تخته‌سنگ‌ها یا در شکاف‌ها و ترک‌های سنگ می‌گذرانند. بسیاری از این موجودات فقط از روی ردپا و مسیرهایشان یا از یک نگاه اجمالی در نور چراغ‌های خودرو در شب قابل مشاهده هستند. حتی آن دسته از حیواناتی که در گرمای روز بیرون می‌آیند، معمولاً فقط در صبح زود یا عصر فعال هستند.